# Estádio Frederico Lundgren
O Estádio Frederico Lundgren, popularmente chamado Lundrigão, é um estádio de futebol localizado no município de Caaporã, no estado da Paraíba, pertencente à prefeitura. Sua capacidade aproximada é de três mil pessoas. 
Seu nome é uma homenagem ao empresário Frederico Lundgren.